# 구마이시정
구마이시정(일본어: 熊石町)은 일본 홋카이도 남서부, 히야마 지청 중부에 있으며, 동해와 접했던 정이다.
2005년 10월 1일, 오시마 지청 관내의 야무모정과 지청을 넘나들며 신설합병으로 새로운 야쿠모정이 되어, 동일 후타미군이 신설되었다.

## 지리
남서쪽은 동해, 북동쪽은 유라쿠부다케 등의 산으로 둘러싸여 있다. 평지가 적고 대부분 숲으로 뒤덮인 산악지대이다. 산지에서 일본해로 흐르는 여러 하천의 하구부에 각각 시가지가 펼쳐져 있다. 동해의 해안선 대부분이 암초지대이며, 그 경관이 아름다워 도립 자연공원으로 지정되어 있다.

## 역사
- 1902년 - 2급정촌제 시행으로 구마이시촌이 성립하였다.
- 1962년 - 정으로 승격해, 구마이시정이 되었다.
- 2005년 - 인접했던 야마코시군 야쿠모정과 합병해, 후타미군 야쿠모정이 되었다.

## 교통

### 도로
- 국도 229호선
- 국도 277호선